# 百匯軒
百匯軒（英語：CITÉ 33），為一位於香港九龍太子的單幢住宅，物業樓高共30層，由恆基兆業（以卓鴻發展有限公司為名）發展，恆益物業管理負責管理。它不是樓花，於2008年10月開售，2009年落成。鄰近始創中心、聯合廣場及金都商場。

## 簡介
前身為鍾意商業中心，於1990年代中期拆卸，之後曾用作臨時停車場，直到2004年，恆地從私人競投中以2.8億元奪得該地皮。物業設有3層基座及28層住宅樓層（不設4、14、24及34樓），其中地下至1樓設有商鋪，地下已開設食肆，而位於1樓的商鋪會開設酒樓；2樓為機電層；3樓則為會所，其設施包括室外游泳池、健身室、燒烤場等。而5樓至35樓為住宅，共107個單位，1梯為2及4伙，單位由約630至2,400呎不等，部份高層單位可望東九龍、銅鑼灣至鰂魚涌一帶，住宅已於2011年售罄。

## 鄰近
- 聖公會基榮小學
- 始創中心
- 金都中心(金都商場)
- 東海大廈(聯合廣場)
- 別樹華軒
- 別樹一居

## 外部連結
- 百匯軒 官方網站 （页面存档备份，存于）